# الأسرة المصرية الخامسة والعشرون
الأسرة الخامسة والعشرون لمصر، المعروفة أيضا باسم الأسرة النوبية أو الإمبراطورية الكوشية، كانت آخر أسرة حاكمة في الفترة المصرية الانتقالية الثالثة التي وقعت بعد الغزو النوبي.
نشأ ملوك الأسرة الخامسة والعشرون في مملكة كوش، التي تقع حاليًا في شمال السودان وأقصى جنوب مصر. اعتبر معظم ملوك هذه الأسرة نبتة موطنهم الروحي. حكم ملوك الأسرة مصر جزئياً في أحيان وكلياً في أحيان أخرى بين عامي 744-665 قبل الميلاد. بدأ عهد الأسرة مع غزو كاشتا لمصر العليا، وتبع ذلك سنوات من الحروب الناجحة أحيانا وغير الناجحة أحيانا مع الإمبراطورية الآشورية الحديثة. خلقت إعادة توحيد الأسرة الخامسة والعشرين لمصر السفلى ومصر العليا وكوش أكبر إمبراطورية مصرية منذ عهد المملكة المصرية الحديثة. وقد اندمجوا في المجتمع من خلال إعادة تأكيد التقاليد الدينية المصرية القديمة والمعابد وأشكالها الفنية، مع تقديم بعض الجوانب الخاصة بالثقافة الكوشية. خلال عهد الأسرة الخامسة والعشرين، شهد وادي النيل إحياء لبناء الأهرامات (العديد منها في ما هو الآن السودان).
بعد أن أبطل الإمبراطوران سرجون الثاني وسنحاريب محاولات الملوك النوبيين للحصول على موطئ قدم في الشرق الأدنى، غزا خلفاؤهم -آسرحدون وآشوربانيبال- النوبيين وطردوهم من مصر. أدت الحرب مع الإمبراطورية الآشورية إلى نهاية السلطة الكوشية في شمال مصر (وجنوبها لاحقا) وغزو مصر من قبل الإمبراطورية الآشورية الجديدة. وقد خلفتهم الأسرة السادسة والعشرون، والتي كانت في البداية تابعة للآشوريين إلا أنها استقلت عنهم بعد بضع سنوات، وأصبحت آخر أسرة محلية تحكم مصر قبل الغزو الأخميني. يمثل سقوط الأسرة الخامسة والعشرين بداية العصر المتأخر لمصر القديمة.

## التاريخ

### الأصول
من المسجل تاريخيا قيام منتوحتب الثاني، مؤسس المملكة المصرية الوسطى في القرن الحادي والعشرين قبل الميلاد، بحملات ضد كوش في العامين التاسع والعشرين والحادي والثلاثين من حكمه. هذه أقدم إشارة مصرية إلى كوش. وقد كانت المنطقة النوبية تسمي بأسماء أخرى في عصر المملكة القديمة. تحت حكم تحتمس الأول، قامت مصر بعدة حملات جنوبًا. وأدى ذلك في النهاية إلى ضمه للنوبة ق. 1504 ق.م . بعد الفتح، تم تمصير حضارة كرمة بشكل متزايد، لكن استمرت بعض التمردات لمدة 220 عامًا حتى ق. 1300 ق.م . ومع ذلك، أصبحت النوبة مقاطعة مهمة في المملكة الحديثة، اقتصاديًا وسياسيًا وروحيًا، وأقيمت بعض الاحتفالات الفرعونية الكبرى في جبل البركل بالقرب من نبتة. كمستعمرة مصرية من القرن السادس عشر قبل الميلاد، كان يحكم النوبة («كوش») نائب الملك المصري في كوش. مع تفكك المملكة الحديثة حوالي عام 1070 قبل الميلاد، أصبحت كوش مملكة مستقلة تتمركز في نبتة في شمال السودان الحديث.
كانت مملكة كوش متأثرة بالحضارة المصرية بدرجة كبيرة، فكان آمون إلهها الرئيسي، واستخدمت أساليب الفن والكتابة المصرية. وقد كان التمصير الثقافي في أعلى مستوياته في عهد كل من كاشتا وبعنخي. في عصر السيطرة المصرية، كان أبناء العائلات النوبية المهمة يتم إرسالهم للتعليم في مصر ثم يعودون إلى كوش لتعيينهم في مناصب بيروقراطية لضمان ولائهم. تبنت هذه النخبة النوبية الكثير من العادات المصرية ومنحوا أبناءهم أسماء مصرية، وعلى الرغم من استمرار بعض العادات والمعتقدات النوبية إلا أن التمصير كان هو الغالب في الأفكار والممارسات والتصويرات الفنية. على الرغم من ذلك، لم تكن ثقافة كوش مجرد حضارة مصرية في بيئة نوبية. طور الكوشيون لغتهم الخاصة، التي تم التعبير عنها أولاً عن طريق الهيروغليفية المصرية، ثم من خلال أخرى خاصة بهم، وأخيرًا بخط نصي متصل. وقد عبدوا الآلهة المصرية لكنهم لم يتخلوا عن آلهتهم. ودفنوا ملوكهم في أهرامات ولكن ليس بالطريقة المصرية.
تراجعت مكانة مصر الدولية إلى حد كبير قرب نهاية الفترة الانتقالية الثالثة. سقط حلفاؤها التاريخيون، الكنعانيون أمام الإمبراطورية الآشورية الوسطى (1365-1020 قبل الميلاد)، ثم الإمبراطورية الآشورية الحديثة الصاعدة (935-605 قبل الميلاد). توسع الآشوريون، من القرن العاشر قبل الميلاد فصاعدًا، مرة أخرى من شمال بلاد ما بين النهرين، وكونوا إمبراطورية شاسعة، شملت الشرق الأدنى بأكمله، ومعظم الأناضول وشرق البحر الأبيض المتوسط والقوقاز وبلاد فارس.
في عام 945 قبل الميلاد، سيطر أمراء الليبو ومنهم شوشينق الأول على دلتا النيل وأسسوا الأسرة الثانية والعشرين في مصر، والتي حكمت نحو قرنين. كما سيطر شوشينق على جنوب مصر من خلال وضع أفراد عائلته في مناصب دينية مهمة. تم نقل العاصمة الشمالية إلى منف. ومع ذلك، بدأت السيطرة الليبية في التآكل مع ظهور سلالة منافسة في الدلتا في ليونتوبوليس والتهديد الكوشي من الجنوب.
من غير المعلوم أصول ملوك كوش. ويعتقد أن ملوك كوش ينحدرون من عائلات من النخبة النوبية المتمصرة، ولكن من المحتمل أنهم ينحدرون من مستعمرين مصريين في كوش.

### امتداد السيطرة إلى مصر

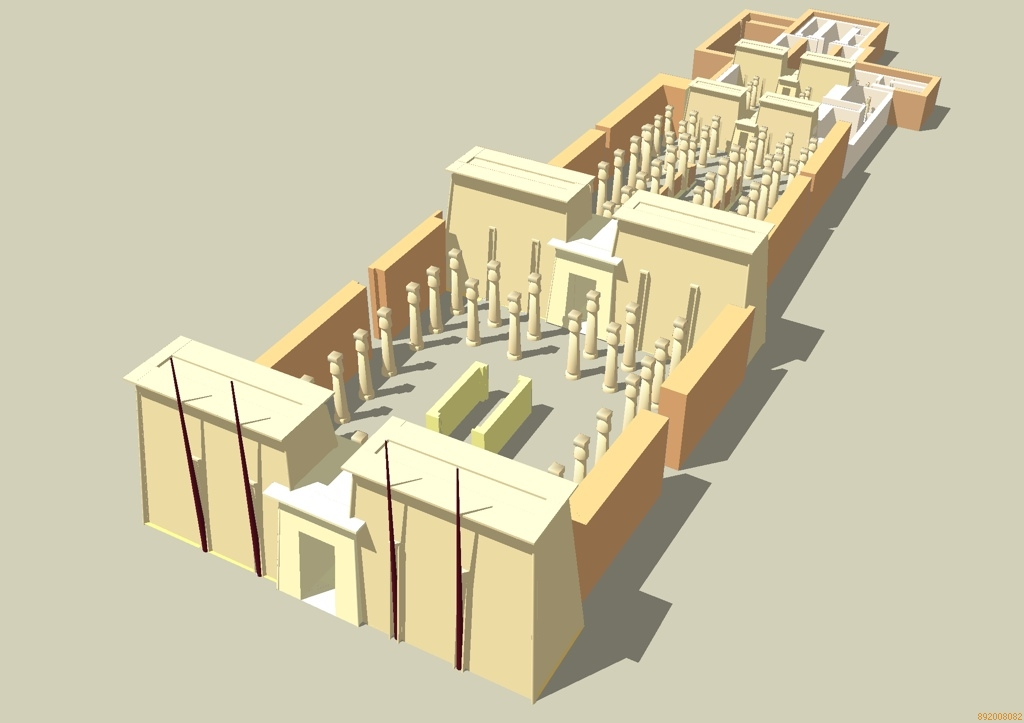
معبد آمون بجبل البركل، الذي تم بناؤه في الأصل خلال عصر المملكة المصرية الحديثة ولكن تم تطويره من قبل بعنخي.

أسس ألارا النوبي السلالة الكوشية في نبتة في النوبة. قام خليفته كاشتا بتوسيع سيطرة الكوشيين شمالًا إلى إلفنتين وطيبة في صعيد مصر.
بينما حكم كاشتا النوبة من نبتة، مارس أيضًا درجة كبيرة من السيطرة على صعيد مصر من خلال تمكنه من تعيين ابنته، Amenirdis I، كزوجة الإله آمون في طيبة خلفا لشيبنوبيت الأولى ابنة أوسركون الثالث، مستغلا تراجع سلطة حكام مصر السفلى في الجنوب، وربما العلاقات بين كهنة آمون في طيبة ونظرائهم في نبتة. وصف هذا التطور بأنه كان «اللحظة الرئيسية في عملية بسط الكوشيين سلطتهم على الأراضي المصرية» تحت حكم كاشتا، حيث منح شرعية لاستيلاء الكوشيين على منطقة طيبة. يلاحظ الباحث المجري توروك أنه ربما كانت هناك حاميات كوشية متمركزة في طيبة نفسها خلال عهد كاشتا لحماية سلطته في مصر العليا وإحباط غزو محتمل لهذه المنطقة من مصر السفلى.
ويلاحظ توروك أن استيلاء كاشتا على مصر العليا كان على الأغلب سلميا، ويُقترح ذلك على حد سواء «من خلال حقيقة أن أحفاد أوسركون الثالث: تاكيلوت الثالث ورودامون استمروا في التمتع بمكانة اجتماعية عالية في طيبة في النصف الثاني من القرن الثامن وفي النصف الأول من القرن السابع»[قبل الميلاد] كما يتضح من مدافنهم في هذه المدينة بالإضافة إلى النشاط المشترك بين شيبنوبيت وزوجة الإله آمون المنتخبة Amenirdis I، ابنة كاشتا. وقد عثر على لوحة من عهد كاشتا في إلفنتين (في أسوان حاليا) - في المعبد المحلي المكرس للإله خنوم - والتي تشهد على سيطرته على هذه المنطقة حينها. حيث تحمل لقبه الملكي: "Nimaatre". مدة عهد كاشتا غير معروفة. تشير بعض المصادر إلى كاشتا كمؤسس الأسرة الخامسة والعشرين حيث كان أول ملك كوشي قام بتوسيع نفوذ مملكته إلى مصر العليا.  
تحت حكم كاشتا، حدث تمصير سريع للسكان الكوشيين الأصليين في مملكته، والذين عاشوا بين الشلالين الثالث والرابع من نهر النيل، واعتمدوا التقاليد المصرية وكذلك الدين والثقافة، حيث أبدى كاشتا إعجابًا كبيرًا بالثقافة المصرية، واستورد القطع الأثرية من الشمال.
تمكن خليفة كاشتا وهو بعنخي من السيطرة على مصر السفلى حوالي 727 قبل الميلاد. تم العثور على لوحة تذكارية تخص بعنخي، تحتفل بهذه الحملات بين سنوات 728-716 قبل الميلاد، في معبد آمون في جبل البركل. غزا بعنخي مصر وهي مجزأة إلى أربع ممالك، يحكمها الملك بيفتواويباست والملك نمرود والملك إوبوت الثاني، والملك أوسركون الرابع.:115,120
لماذا اختار الكوشيون دخول مصر في هذه المرحلة من الهيمنة الأجنبية يخضع للنقاش. يقدم عالم الآثار تيموثي كيندال فرضياته الخاصة، ويربطها بادعائهم الشرعية المرتبطة بجبل البركل. يستشهد كندال بلوحة بعنخي التذكارية في جبل البركل التي تنص على أن "أمون في نبتة منحني حق أن أكون حاكمًا لكل دولة أجنبية" و"أمون في طيبة منحني حق أن أكون حاكمًا لـ "كمت". وبحسب كندال، يبدو أن "الأراضي الأجنبية" في هذا الصدد تشمل مصر السفلى بينما يبدو أن كلمة "كمت" تشير إلى مصر العليا الموحدة مع النوبة.
هزم خليفة بعنخي وهو شباكا، الملوك المحليين في شمال مصر بين 711-710 قبل الميلاد، وثبت نفسه كملك في منف. ثم أقام علاقات مع سرجون الثاني.:120

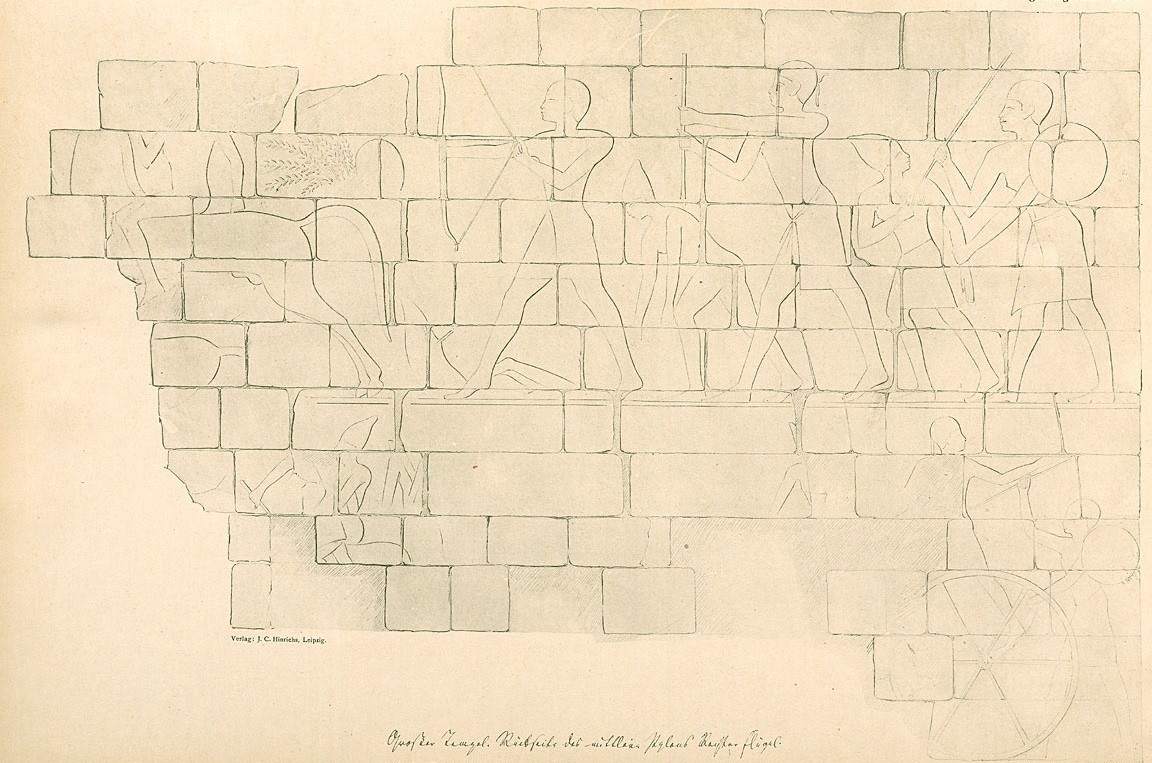
رسوم في معبد آمون في جبل البركل، تظهر معركة بين الكوشيين والآشوريين

توج طهارقة ملكا في سنة 690 ق.م. كانت أول سنين حكم طهارقة تتمتع بالسلام، وقد تمتع الحكام المحليون بقدر كبير من الحكم الذاتي. بسبب التنافس مع الآشوريين، دعم طهارقة تمردات محلية في المدن الفينيقية والتي كانت تسعى للاستقلال، إلا أنها أخمدت من قبل الملك الآشوري آسرحدون. في 674 ق.م. حاول آسرحدون غزو مصر إلا أنه هُزم، فحاول مجددا بعد ثلاث سنوات، وتمكن من هَزم طهارقة، الذي هرب من منف تاركا عائلته الملكية التي أُسرت وأُرسلت إلى آشور مع ثروة كبيرة من منف. مع ذلك، على الأغلب لم يمدد الآشوريون سيطرتهم إلى مصر العليا جنوبي منف. وتمكن طهارقة بعد سنة من إعادة السيطرة على الدلتا، مما استدعى عودة آسرحدون لمصر مجددا إلا أنه مات في الطريق. تولى بعد ذلك ابنه آشوربانيبال والذي غزا مصر مجددا وتمكن من هزم طهارقة للمرة الثانية، والذي تراجع إلى نبتة. بعد عودة آشوربانيبال إلى نينوى، تآمر الحكام المحليون في مصر مع طهارقة لمشاركته الحكم، حيث على الأغلب رأوا أنه أقل غرورا وتدخلا في الشؤون المحلية، إلا أن المؤامرة اكتشفت وتم إعدام المتآمرين، وتوفي طهارقة بعد ذلك بوقت قصير. :121

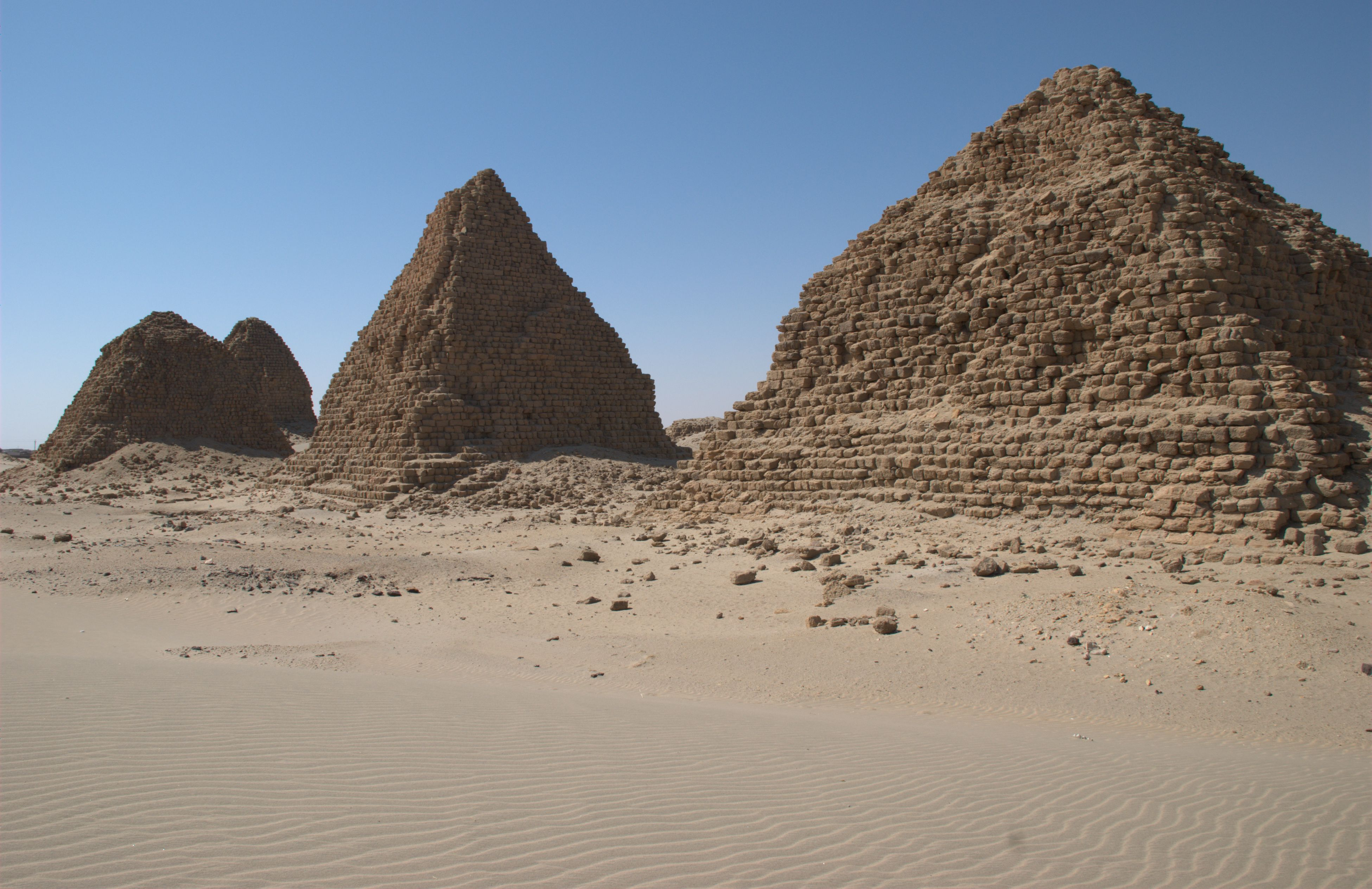
أهرامات نوري، بنيت بين عهدي طهارقة ونستاسن

كان طهارقة حاكمًا مهمًا، حيث مثل عهده عصرًا ذهبيًا لمملكته الجديدة. على الرغم من أنه لم يكن من أصل مصري، إلا أنه حافظ على عبادة الإله المصري آمون، وبنى أهرامًا ومعابد بالأسلوب المصري، وكان مسؤولوه يكتبون بالهيروغليفية المصرية. بلغت قوة الأسرة الخامسة والعشرين ذروتها في عهد طهارقة. وكانت إمبراطورية نهر النيل كبيرة كما كانت في عهد المملكة الحديثة. وأدى هذا الازدهار الجديد إلى إحياء الثقافة المصرية، وأعيد الدين، والفن، والعمارة، إلى أشكالها المزدهرة القديمة، والمتوسطة، والحديثة. كما تم بناء أو استعادة بعض المعابد والمعالم في جميع أنحاء وادي النيل، بما في ذلك منف، الكرنك، الكوة، وجبل البركل. وخلال عهد الأسرة الخامسة والعشرين شهد وادي النيل إحياء كبيرا لبناء الأهرامات لأول مرة منذ عصر المملكة الوسطى.

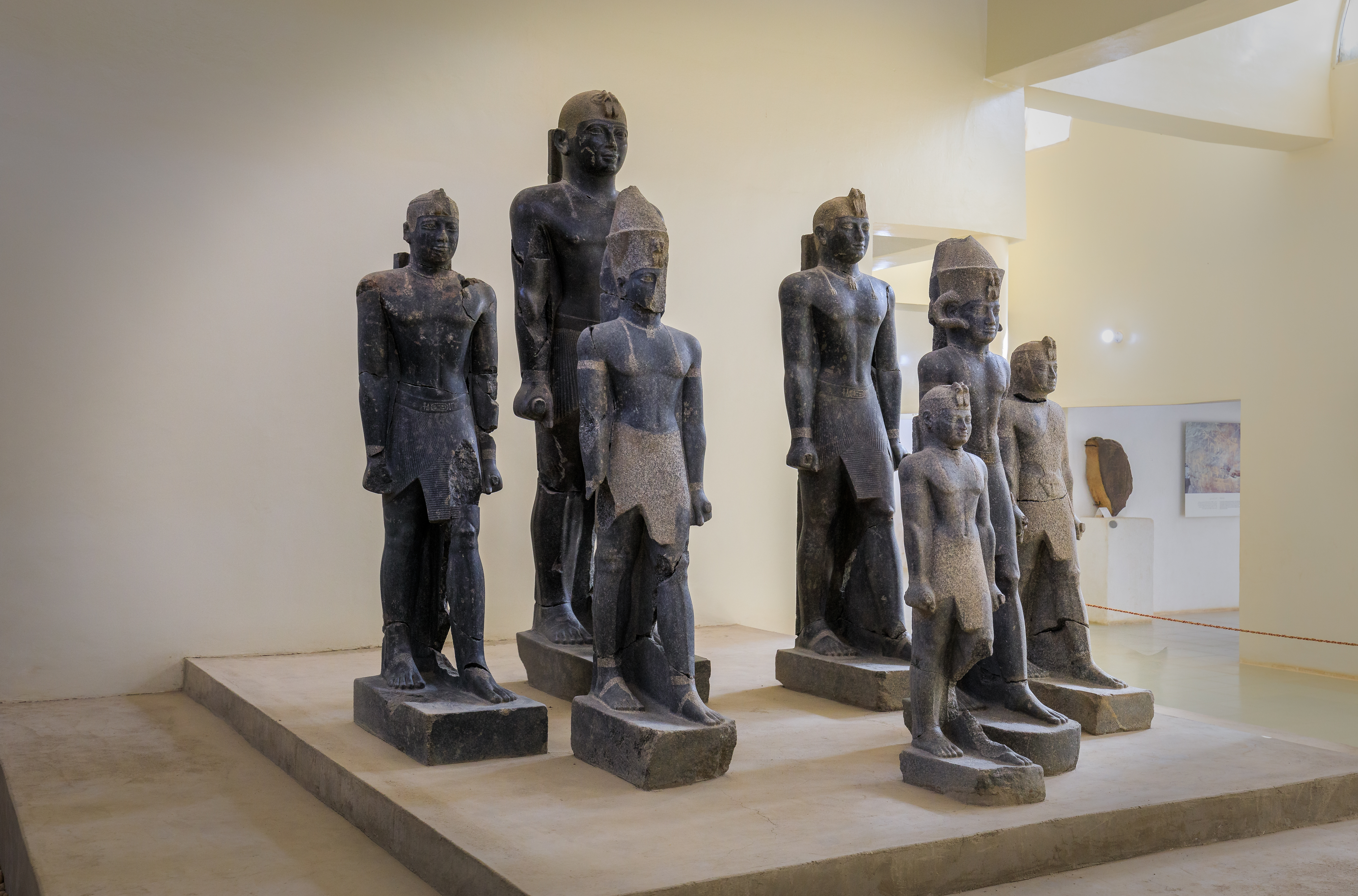
تماثيل لحكام الأسرة الخامسة والعشرين - الفترة النبتية المبكرة، في متحف كرمة.

حاول خليفة طهارقة تنوت أماني استعادة مصر. تمكن من هزم نخاو الأول، وهو الحاكم المصري الذي عينه آشوربانيبال، وتمكن من استعادة منف. أرسل الآشوريون، الذين كان لهم وجود عسكري في بلاد الشام، أرسلوا جيشًا كبيرًا جنوبًا عام 663 قبل الميلاد. هزم تانتاماني، وقام الجيش الآشوري بنهب طيبة إلى حد أنها لم تتعاف أبدًا. طُرد تنوت أماني إلى النوبة، لكن سيطرته على صعيد مصر استمرت لبضعة سنوات حتى 656 ق.م. في هذا التاريخ، سيطر حاكم مصري، وهو بسامتيك الأول ابن نخاو، على العرش كتابع لأشوربانيبال في البداية، إلا أنه تمكن من توحيد مصر والاستقلال بعد ذلك.
في 591 قبل الميلاد، حاول الملك الكوشي أسبالتا غزو مصر التي أصبحت تحت حكم الأسرة السادسة والعشرين إلا أنه هزم، وتبع ذلك تعرض مملكة كوش لغزو أطلقه الفرعون بسماتيك الثاني. مما أدى لنهب مدينة نبتة؛ وذلك ما دفع الملك أسبالتا لتغيير عاصمته إلي مدينة مروي الأكثر أمناً، والمتمتعة بموقع استراتيجي وموارد طبيعية كبيرة خاصة الحديد والذهب. وتم قطع الروابط الأخيرة بين كوش ومصر العليا بعد ذلك.:121–122

## الحُكام
تلك الأسرة غالباً ما تعتبر جزءاً من الفترة الانتقالية الثالثة.
| الاسم        | تواريخ                         |
| ------------ | ------------------------------ |
| الارا النوبي | 680 ق م – 685 ق.م.             |
| كاشتا        | 680 ق م – 707 ق.م.             |
| بعنخي        | ح. 752 ق م – 721 ق.م.          |
| شباكا        | 721 ق م – 707 ق.م.             |
| شبتكو        | عقد 700 ق م – 690 ق.م.         |
| طهارقة       | 690 – 664 ق.م.                 |
| تنوت أماني   | 664 – 656 ق.م. (توفي 653 ق.م.) |

## معرض صور

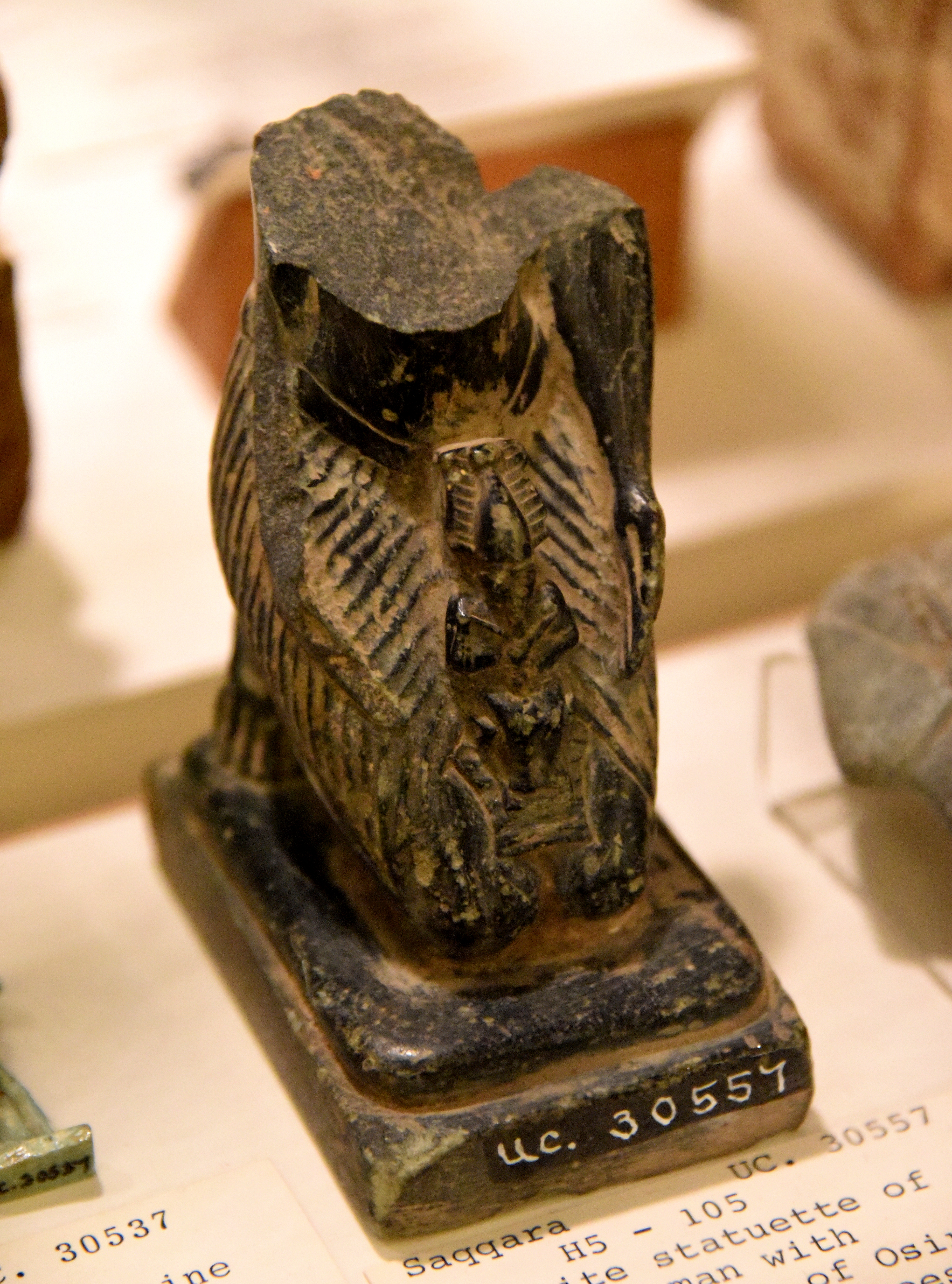
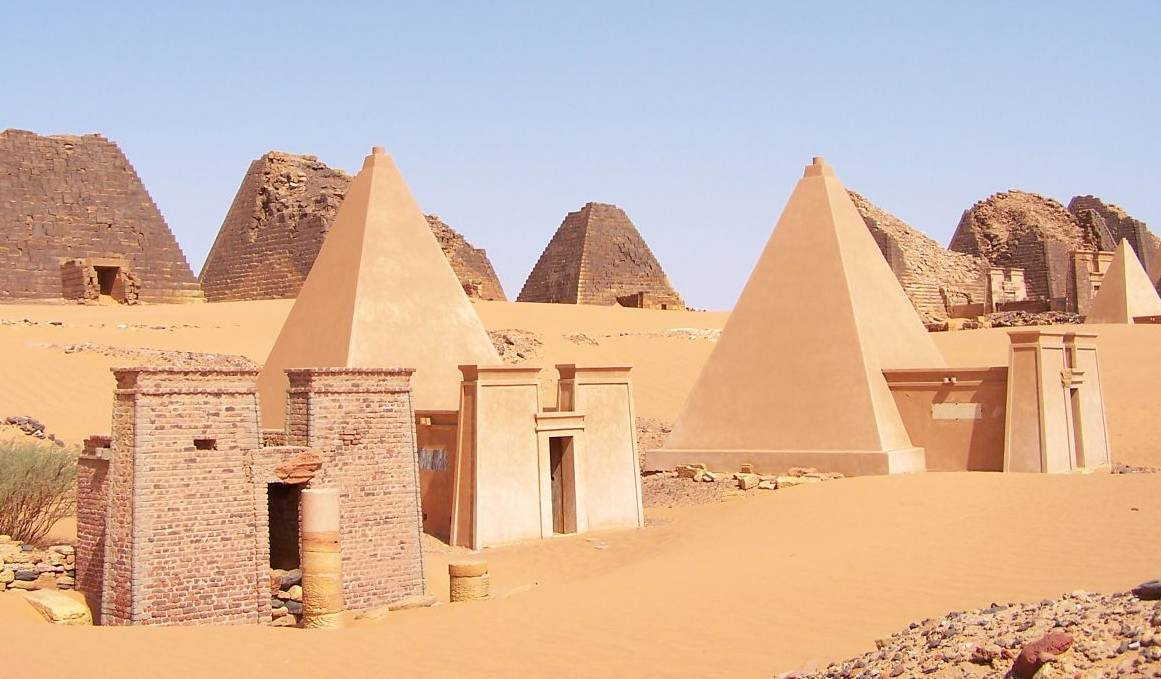
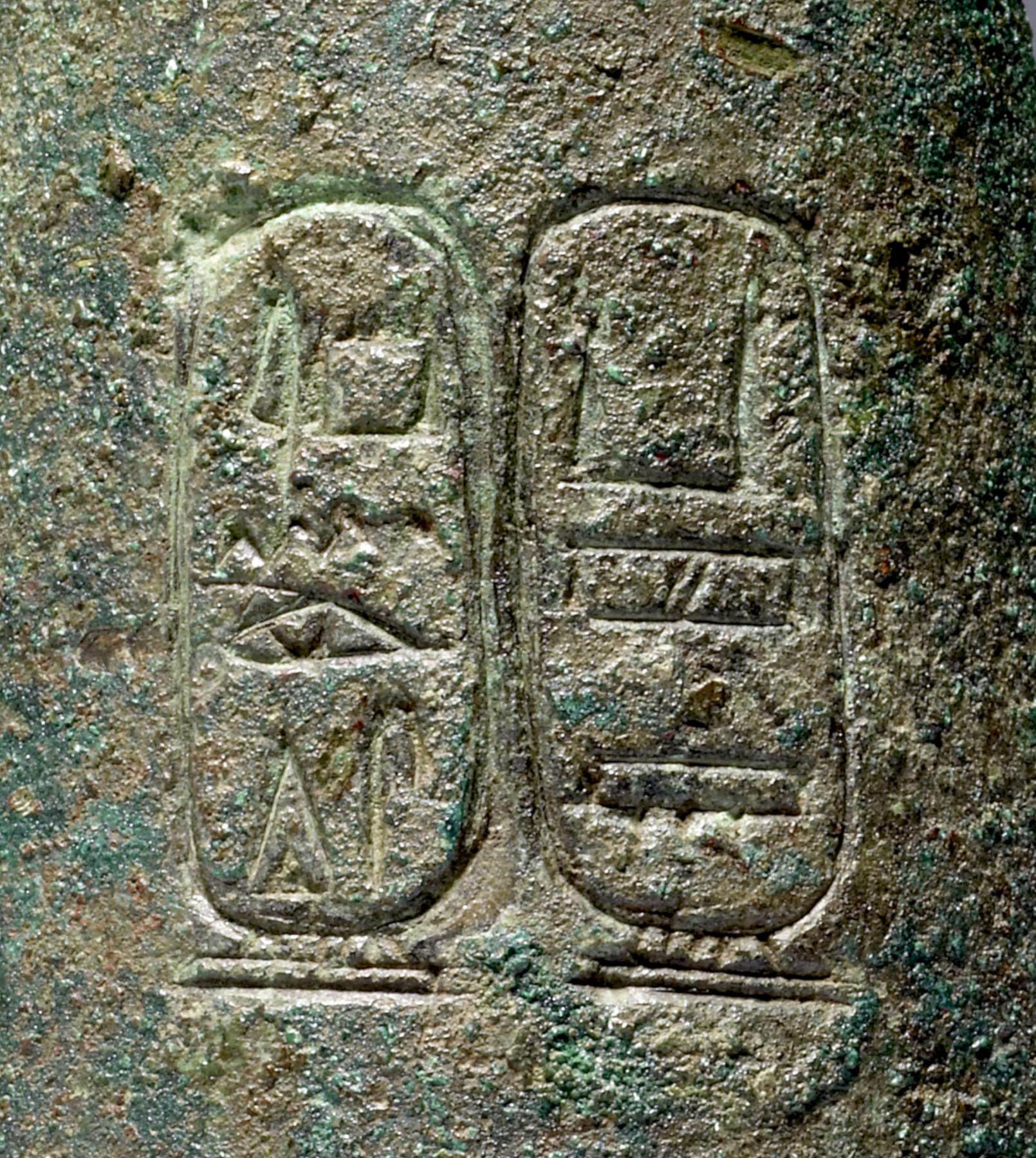
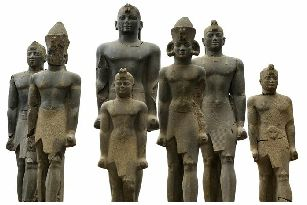
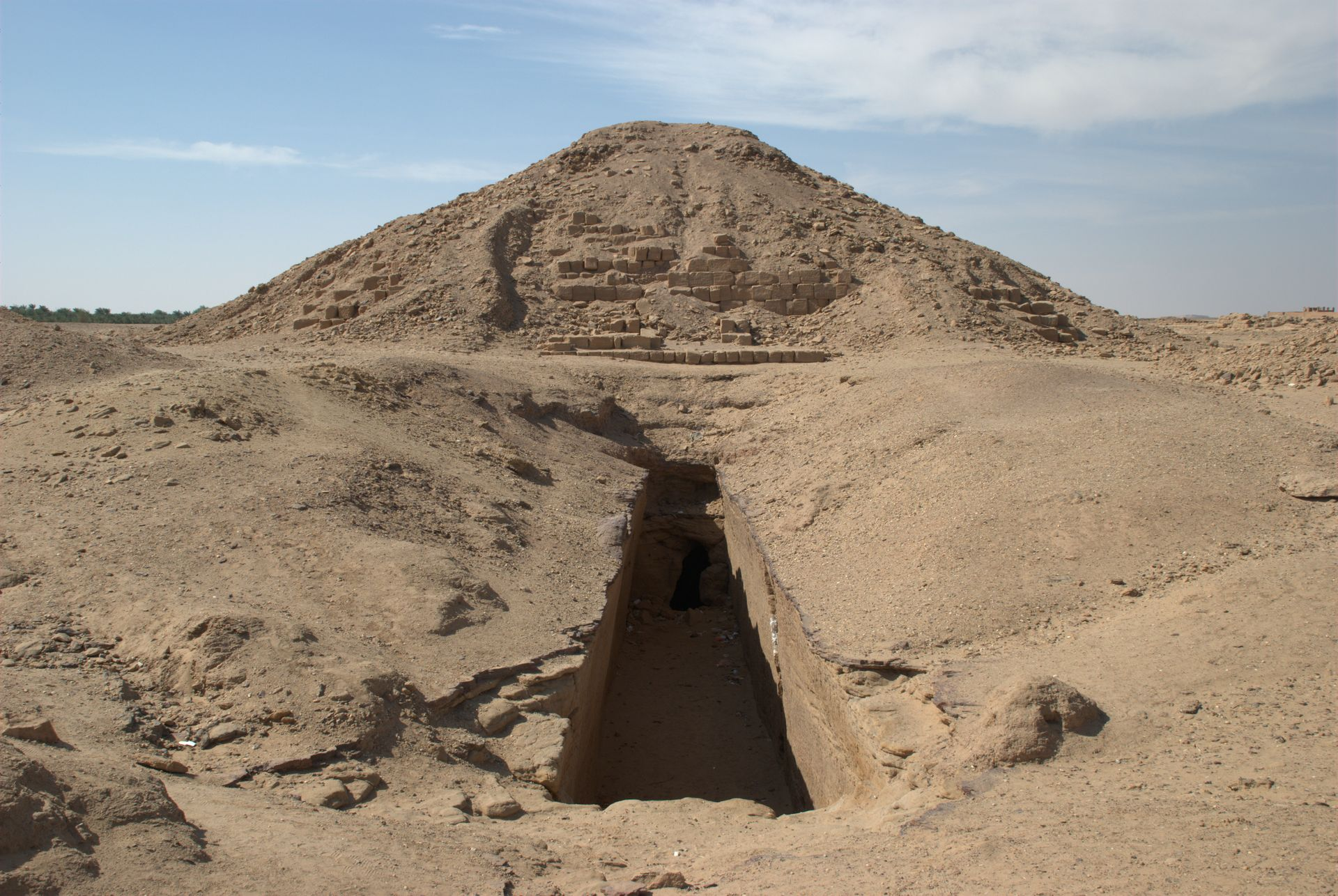
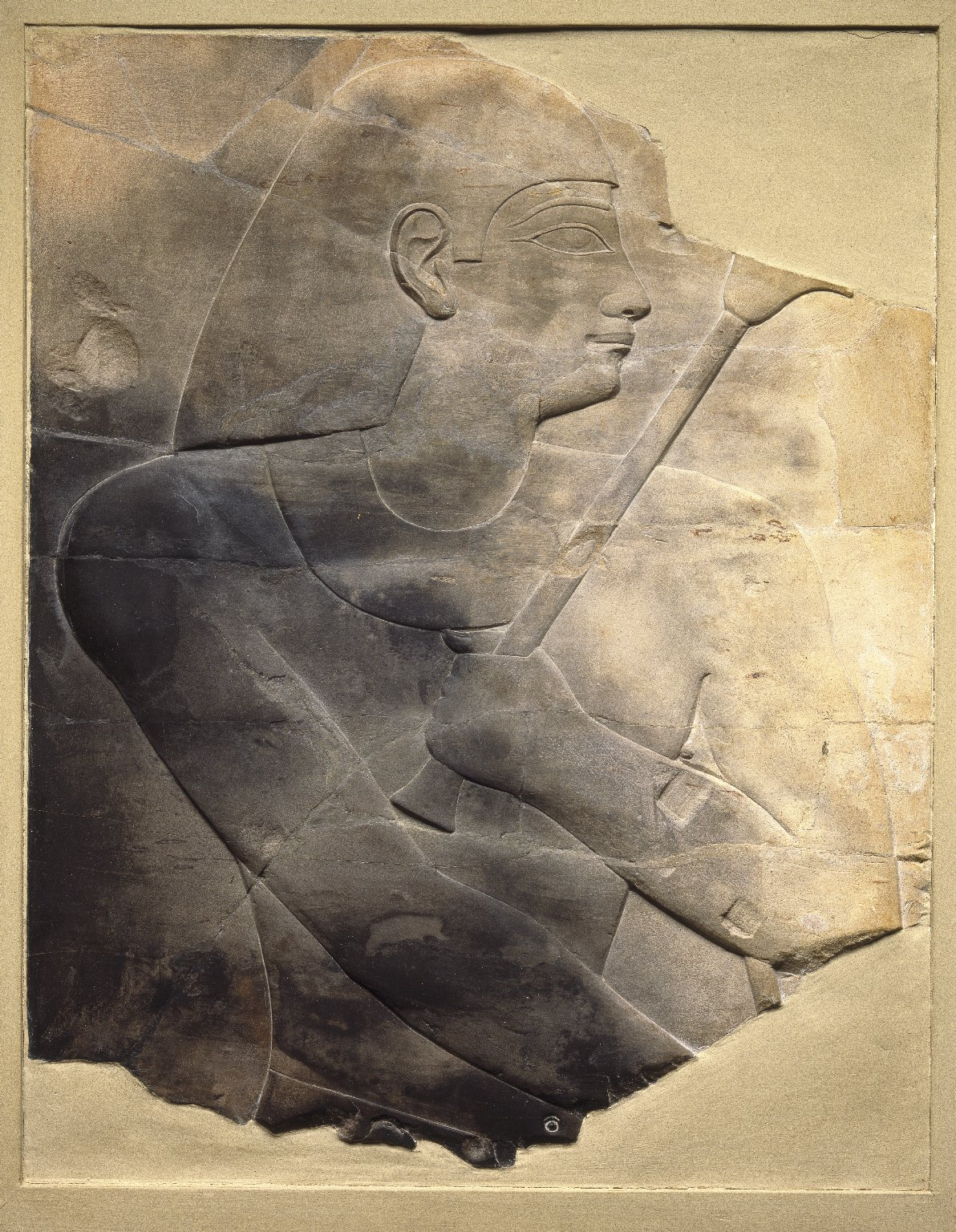